# Municipio de Madison (condado de Lincoln)
El municipio de Madison (en inglés: Madison Township) es un municipio ubicado en el condado de Lincoln en el estado estadounidense de Kansas. En el año 2010 tenía una población de 96 habitantes y una densidad poblacional de 1,03 personas por km².

## Geografía
El municipio de Madison se encuentra ubicado en las coordenadas 38°55′11″N 97°58′32″O / 38.91972, -97.97556. Según la Oficina del Censo de los Estados Unidos, el municipio tiene una superficie total de 93.25 km², de la cual 92,92 km² corresponden a tierra firme y (0,35 %) 0,32 km² es agua.

## Demografía
Según el censo de 2010, había 96 personas residiendo en el municipio de Madison. La densidad de población era de 1,03 hab./km². De los 96 habitantes, el municipio de Madison estaba compuesto por el 92,71 % blancos, el 1,04 % eran afroamericanos, el 1,04 % eran asiáticos, el 5,21 % eran de otras razas. Del total de la población el 4,17 % eran hispanos o latinos de cualquier raza.